# Gattschinski rajon
Der Gattschinski rajon (russisch Гатчинский район) liegt südlich von Sankt Petersburg in der Oblast Leningrad im Föderationskreis Nordwestrussland in Russland. Auf 2.868,7 km² leben dort 132.010 Menschen (Stand 2002).

## Geschichte
Der Rajon wurde 1927 als Krasnogwardeiski rajon (Красногвардейский район) gegründet und 1944 in den heutigen Namen umbenannt. Als 1953 der Pawlowski rajon aufgelöst wurde, wurden Teile in den Gattschinski rajon eingegliedert. Von 1963 bis 1965 ging der Lomonossowski rajon im Gattschinski rajon auf. Gleichzeitig wurden Teile des Gattschinski rajon in den Luschski rajon eingegliedert. 1965 wurde der Rajon jedoch in seinen alten Grenzen wiederhergestellt.

## Verkehr
Durch den Rajon verlaufen die Fernstraße R23 (ehemals M20), zugleich Europastraße 95. Die Fernstraße A180, Teil der Europastraße 20, führt nur auf kurzer Strecke durch den Rajon.